# استیو کورن
استیو کورن (انگلیسی: Steve Koren) یک فیلم‌نامه‌نویس اهل ایالات متحده آمریکا است.
وی فیلم‌نامه‌نویس فیلم‌هایی مانند: ابرستاره، شبی در راکسبری، بروس قدرتمند، کلیک (فیلم ۲۰۰۶)، جک و جیل و هزار کلمه (فیلم) بوده است.